# Acacia crassiuscula
Acacia crassiuscula är en ärtväxtart som beskrevs av Wendl. Acacia crassiuscula ingår i släktet akacior, och familjen ärtväxter. IUCN kategoriserar arten globalt som livskraftig.

## Underarter
Arten delas in i följande underarter:
- A. c. angustifolia
- A. c. latifolia
- A. c. pubescens